# Myrath
Myrath (arabe : ميراث signifiant « héritage »), d'abord connu sous le nom de X-Tazy, est un groupe franco-tunisien de metal progressif formé en 2001 par le guitariste Malek Ben Arbia originaire d'Ezzahra. Le groupe est connu pour son mélange d'instruments arabes et du Moyen-Orient avec du power metal et du rock progressif.
Le groupe lui-même a commencé à qualifier son genre de blazing desert metal.

## Biographie

### Débuts (2001–2005)
Le guitariste Malek Ben Arbia (alors âgé de treize ans) forme X-Tazy en 2001 avec deux de ses amis d'enfance : Fahmi Chakroun (batterie) et Oualid Issaoui (guitare) qui ont chacun quatorze ans. Ils recrutent ensuite Zaher Ben Hamoudia à la basse et Tarek Idouani au chant. Pendant les deux premières années, ils jouent des reprises de groupes de blues, metal et death metal.
En 2003, Elyes Bouchoucha rejoint le groupe en tant que claviériste et chanteur pour remplacer Idouani tandis que Issaoui quitte le groupe. Avec cette nouvelle composition, Myrath part faire des concerts en ne faisant que des reprises (très souvent des morceaux de Symphony X qui est leur groupe préféré).
Après plusieurs années, ils se mettent à créer leur propre musique dans un style metal progressif influencé par la musique orientale. En mars 2005, après plusieurs changements de membres, le groupe sort Double Face, album produit par le groupe lui-même et qui ne sort qu'en Tunisie.

### DeHopeàLegacy(2006-2016)
En août 2006, Myrath recrute Anis Jouini, l'ancien bassiste du groupe Propaganda. En décembre, le groupe sort Hope ; Kevin Codfert (claviériste d'Adagio rencontré pendant un festival rock en Tunisie) s'occupe de la production à la suite de la rencontre avec Aymen Jaouadi, auteur de tous les textes de l'opus. Avec cet album, le groupe se fait connaître à l'étranger (notamment en France puisque c'est dans ce pays que leurs deux derniers albums ont été mixés et masterisés, donc plus facilement distribués).
En juin 2007, Zaher Zorgati rejoint le groupe au chant. Considéré comme le meilleur chanteur de metal tunisien, il participe à la sixième édition de la Star Academy Liban. En 2010, l'album Desert Call sort et lance le groupe sur le devant de la scène européenne. Il est encore une fois produit par Kevin Codfert, véritable artisan du succès du groupe, et écrit par Aymen Jaouadi. L'album, Tales of the Sand, sort en octobre 2011. En septembre 2013, ils annoncent dans Rolling Stone la sortie d'un quatrième album pour le début 2014.
Après un premier teaser de leur single, le groupe lance une campagne de financement participatif sur Indiegogo ; elle est financée avec succès le 2 janvier 2016. Ce quatrième album, nommé Legacy, sort finalement le 19 février de la même année. Après la sortie de l'album, le groupe part en tournée promotionnelle avec Symphony X à travers toute l'Europe, en passant notamment par Paris, Barcelone, Madrid ou bien Munich.
Après avoir fait la première partie de Megadeth le 13 juillet 2016 à Bucarest, ils annoncent participer à plusieurs festivals en 2017, dont le Hellfest à Clisson, le Download Festival à Madrid du 22 au 24 juin, ainsi que le Progpower (en) aux États-Unis du 8 au 9 septembre.
Le 14 avril 2017, le groupe réalise un concert dans le théâtre de Carthage en Tunisie en tant que tête d'affiche. Du 12 novembre au 3 décembre, le groupe part en tournée avec Epica comme première partie, faisant étape dans des villes comme Berlin, Metz ou Munich.

### ShehilietKarma(depuis 2018)
Alors qu'ils enregistrent leur cinquième album, le groupe annonce partir en tournée comme tête d'affiche avec Manigance à partir du 8 mars 2018, avec une première étape à Paris. La tournée s'achève le 30 mars à Nantes. C'est le 15 février 2019 que plus de détails sont donnés concernant l'album : ce dernier s'intitule Shehili et sort le 3 mai, sous les labels Verycords pour la France (coproducteur de l'album), Ward Records pour le Japon et Ear Music pour le reste du monde.
Ils font par la suite la première partie de Beast in Black à partir du 29 octobre 2019, avec une première étape à Oslo et des passages par des villes comme Cologne, Strasbourg, Prague pour ensuite s'achever à Munich le 18 novembre. Quelques jours après, ils sortent leur premier DVD live enregistré à Carthage. 
Myrath repart en tournée en tête d'affiche dans le cadre de la tournée The Magical Tour 2020 à partir du 27 février 2020 à Sofia. Ils sont accompagnés du groupe de metal symphonique suédois Eleine. Ils se voient contraints d'écourter cette série de concerts en raison de la pandémie de Covid-19. Ils annulent notamment leur prestation à Lille.  

## Membres

### Membres actuels
- Malek Ben Arbia - guitare électrique (depuis 2001)
- Anis Jouini - basse (depuis 2006)
- Zaher Zorgati - chant (depuis 2007)
- Morgan Berthet - batterie (depuis 2011)
- Kevin Codfert - claviers (depuis 2022)

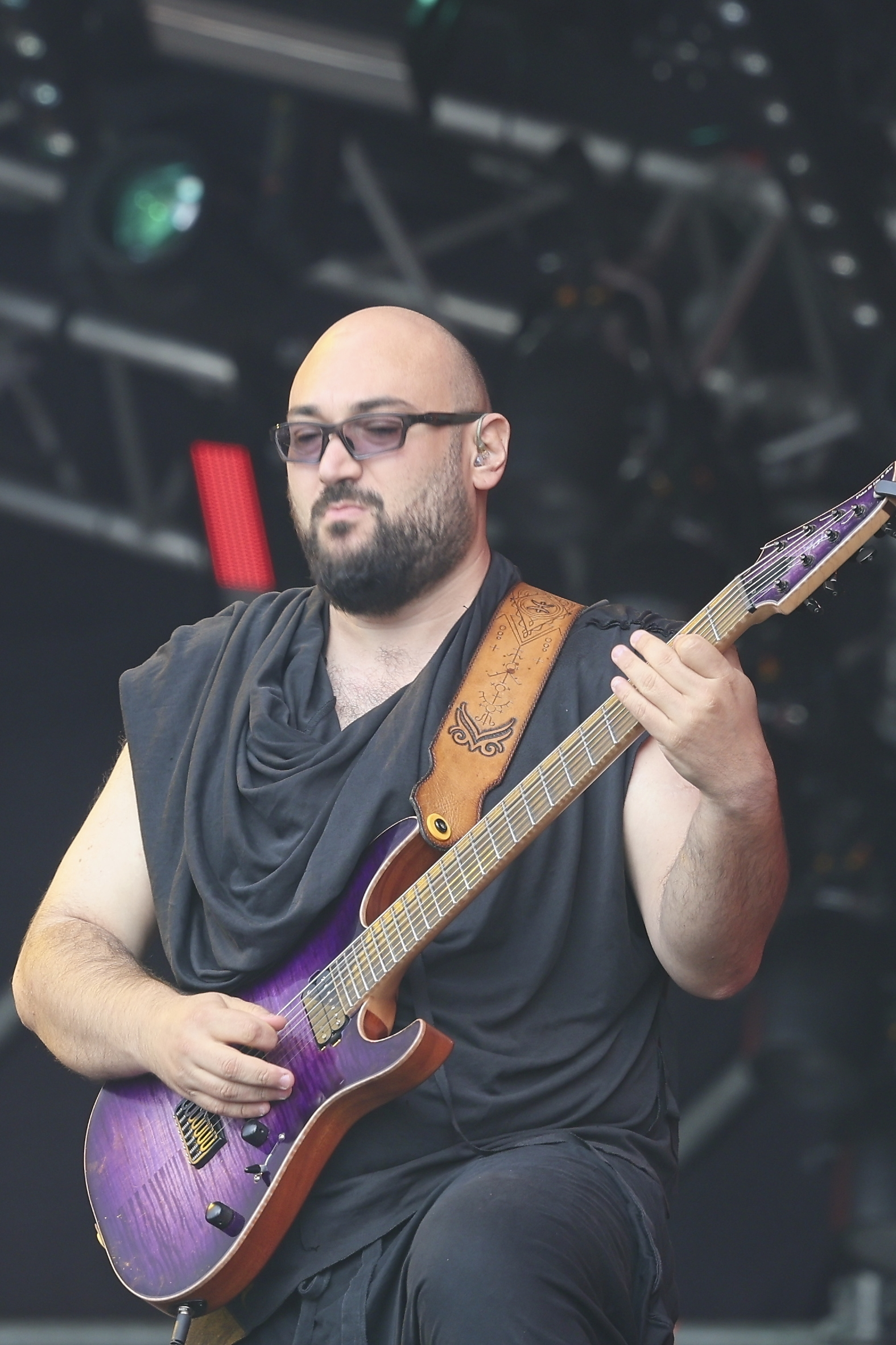
Malek Ben Arbia.
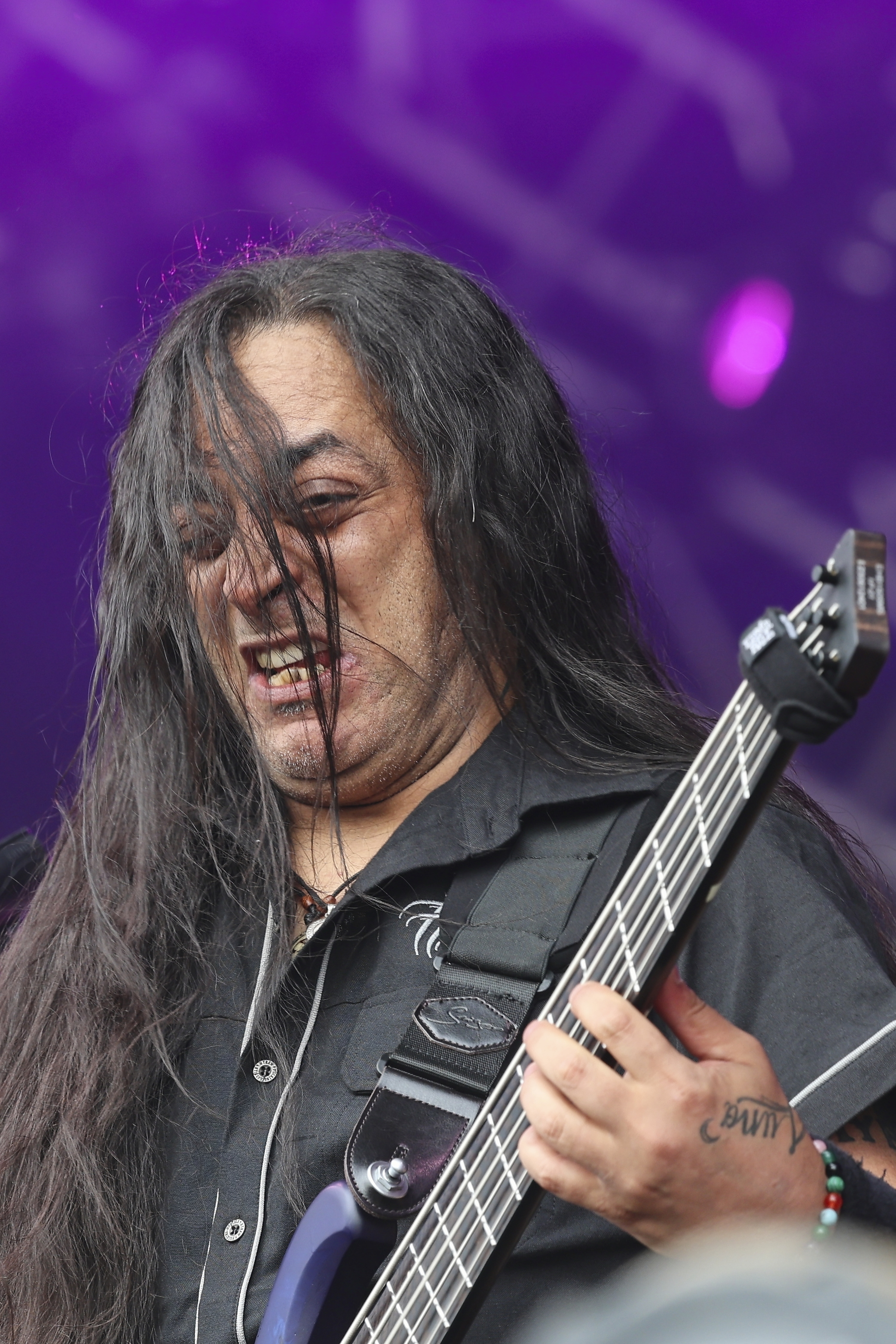
Anis Jouini.
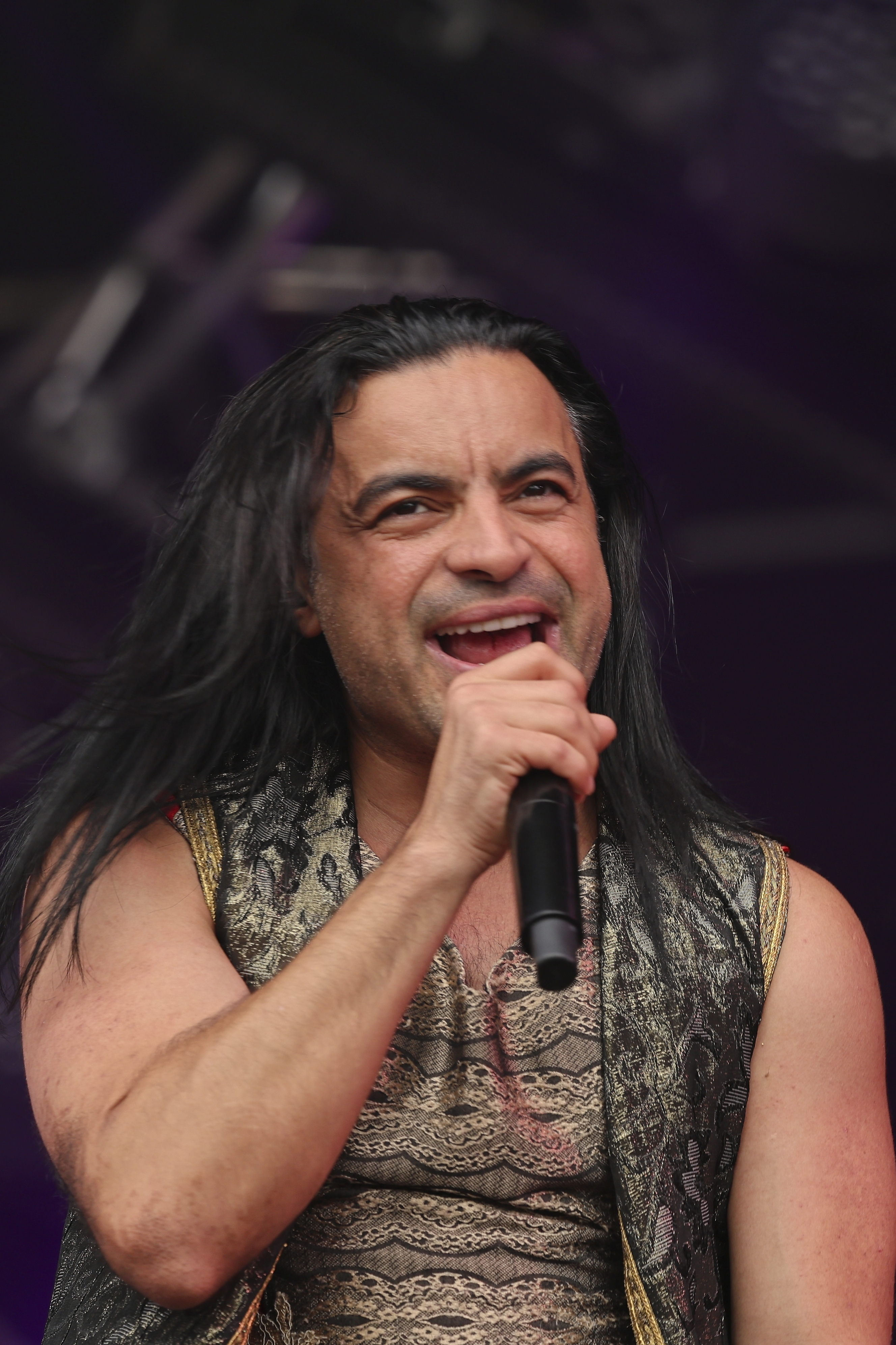
Zaher Zorgati.
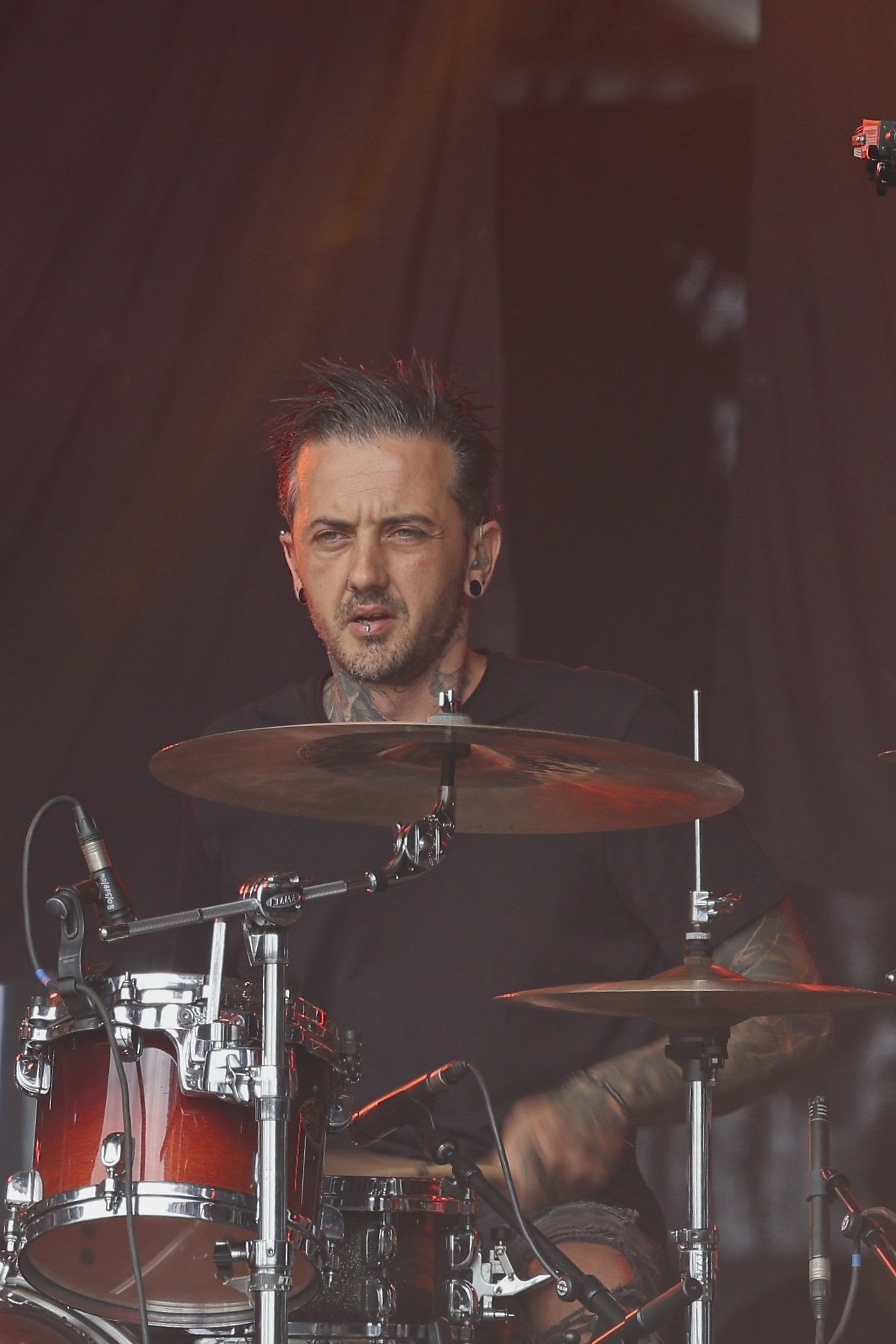
Morgan Berthet.
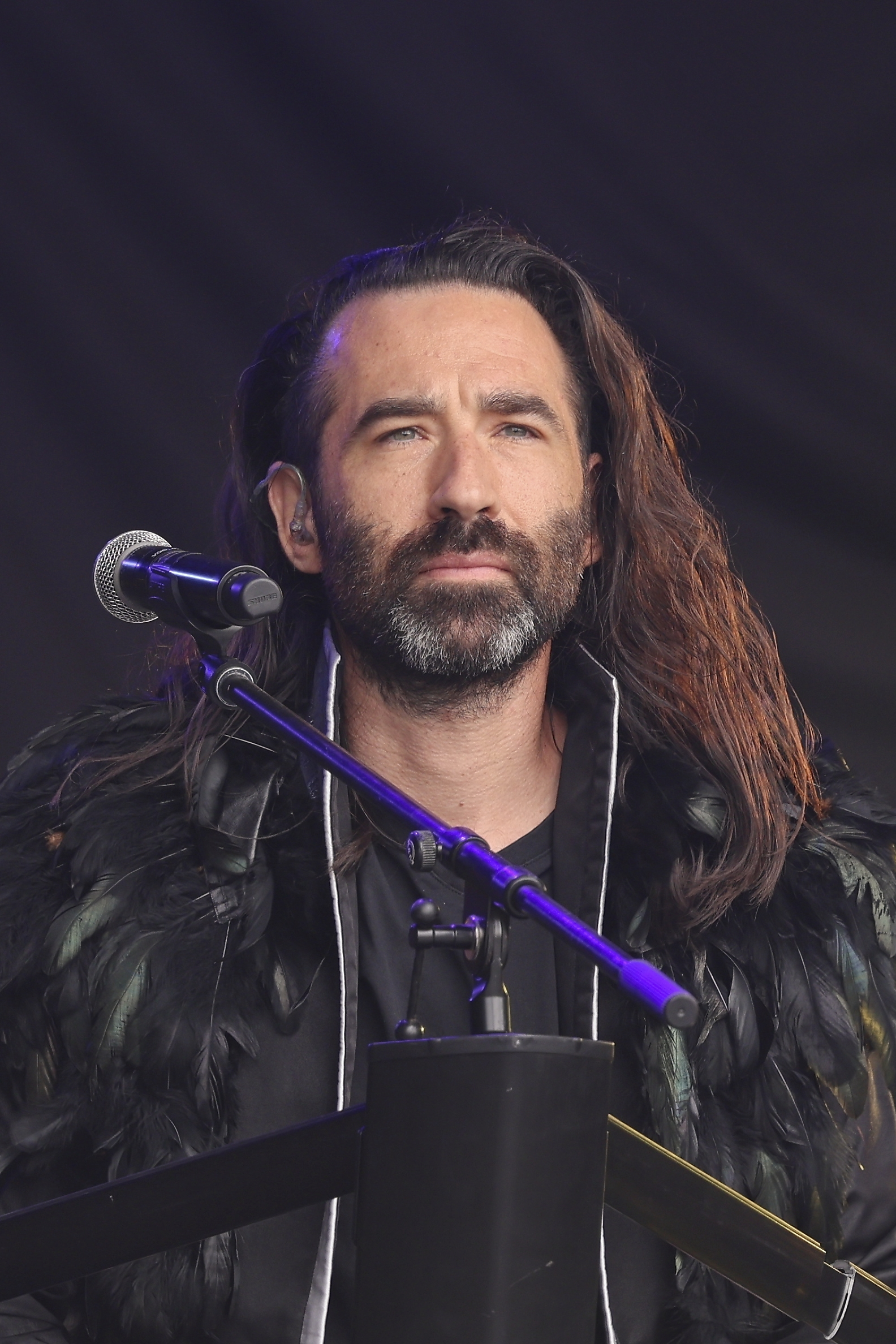
Kevin Codfert.

### Anciens membres
- Walid Issaoui - guitare électrique (2001-2003)
- Fahmi Chakroun - batterie (2001-2004)
- Saief Louhibi - batterie (2004-2011)
- Yassine Belgith - basse (2004-2006)
- Zaher Hamoudia - basse (2001-2004)
- Tarek Idouani - chant (2001-2003)
- Piwee Desfray - batterie (2011-2012)
- Elyes Bouchoucha - claviers (2006-2022)

### Membres live
- Kevin Codfert - pianos et guitares additionnelles[18] (2006)

## Discographie

### DVD Live
- 2019 : Sweden Rock 2019 (DVD gratuit avec le magazine Rock Hard numéro 202 daté d'octobre 2019 ; sorti le 5 septembre 2019)

| No  | Titre                | Durée |
| --- | -------------------- | ----- |
| 1.  | ASL/Born To Survive  |       |
| 2.  | You've Lost Yourself |       |
| 3.  | Dance                |       |
| 4.  | Darkness Arise       |       |
| 5.  | Wicked Dice          |       |
| 6.  | The Unburnt          |       |
| 7.  | No Holding Back      |       |
| 8.  | Beyond The Stars     |       |
| 9.  | Lili Twil            |       |
| 10. | Monster In My Closet |       |
| 11. | Believer             |       |
| 12. | Shehili              |       |

- 2019 : Live in Carthage

| No  | Titre                 | Durée |
| --- | --------------------- | ----- |
| 1.  | ASL                   |       |
| 2.  | Born To Survive       |       |
| 3.  | Storm Of Lies         |       |
| 4.  | Dance                 |       |
| 5.  | Wide Shut             |       |
| 6.  | Merciless Times       |       |
| 7.  | Get Your Freedom Back |       |
| 8.  | Endure The Silence    |       |
| 9.  | Nobody Lives          |       |
| 10. | Duat                  |       |
| 11. | The Unburnt           |       |
| 12. | Sour Sigh             |       |
| 13. | Tales Of The Sands    |       |
| 14. | Madness               |       |
| 15. | Believer              |       |
| 16. | No Holding Back       |       |
| 17. | Drum solo             |       |
| 18. | Beyond The Stars      |       |